# アミルトン・モウラン
アントニオ・アミルトン・マルティンス・モウラン（葡: Antônio Hamilton Martins Mourão、ポルトガル語発音: [ɐ̃ˈtõniu ɐˈmiwtõ maʁˈtʃĩz mowˈɾɐ̃w]、1953年8月15日 - ）は、ブラジルの政治家、元軍人。2019年1月1日から2022年12月31日まで、第25代副大統領を務めた。
1971年から2018年にかけて、半世紀近くにわたりブラジル陸軍に仕官し、平時の最高階級である大将まで上り詰めた。軍人時代の2015年には、当時大統領だったジルマ・ルセフを批判し「愛国の戦いに目覚める」よう国民に呼びかけたことで全国的に有名になった。
2018年の大統領選挙に、極右のブラジル労働革新党から立候補する考えだったが、のちに方針を転換し、ジャイール・ボルソナロの副大統領候補となった。2人は決選投票の末、大統領選挙に勝利し、モウランは2019年1月1日に副大統領に就任した。
1964年から1985年まで続いた軍事政権時代を賛美することから、評価の分かれる人物であるが、ボルソナロ政権では穏健派としばしばみられていた。ボルソナロやその支持者とは公然と対立し、ボルソナロ派の連邦下院議員がモウランの罷免を求めたこともあった。2022年の総選挙ではボルソナロ陣営の副大統領候補とはならず、リオグランデ・ド・スル州から連邦上院議員に立候補し、当選した。ボルソナロは代わりにワルター・ソウザ・ブラガ・ネットを副大統領候補に指名したが、敗北した。